# Lia Vissi
Lia Vissi, född den 15 maj 1955 i Larnaca i Cypern, är en cypriotisk sångerska. Hon är äldre syster till sångaren Anna Vissi. Hon har deltagit i Eurovision Song Contest en gång nämligen i 1985 där hon framförde låten To katalava arga.

## Biografi
Lia föddes 1955. Innan hon började på en professionell karriär blev hon och hennes syster Anna, som åtföljde henne till piano, känd på Cypern som Vissi-systrarna. 1973 bosatte han sig i Grekland. Hon fick sitt pianodiplom från National Conservatory, där hon har undervisat piano sedan 1987. Han deltog i ett antal vokala workshops vid kända amerikanska universitet. Hennes yrkeskarriär började i slutet av 1970-talet.
Vissi deltog två gånger i Eurovision Song Contest. 1979 var hon en stödjande sångare för Elpida, som representerade Grekland och 1984 såg Vissi delta i den cypriotiska nationella sångtävlingen med låten "Chtes", som kom på andra plats. Slutligen, 1985, representerade hon Cypern i tävlingen som solosångare och sjöng sin egen komposition till Katalava Arga, till vilken hon också fäst texterna. Den cypriotiska posten kom på 16:e plats av 19 låtar och fick 15 poäng, inklusive 8 (snarare än vanligt maximalt 12) från Grekland. Cypern gav också Grekland bara 8 poäng i år och den totala poängen för det grekiska inträde totalt 15, och därmed delade Cypern och Grekland den sextonde platsen. Hon deltog i den grekiska finalen 1991 för Eurovision och sjöng hymnen Agapa ti Gi. Hon placerades tvåa bakom Sophia Vossou. 1992 beslutade grekisk tv att inte sända den nationella finalen. Vissi skickade in en låt för övervägande, Kapios, och befann sig röstade till andra platsen igen.
År 2006 försökte hon göra en karriär inom politiken på Cypern men blev inte invald.
Från 1998 undervisade hon i sång vid ett privat konservatorium i Aten, medan 2002 samarbetade hon med National Conservatory på Cypern i undervisningen i grekisk och utländsk samtida sång. Hon var också involverad i politik och 2006 var hon kandidat i representanternas val med Demokratiska Alarmpartiet, men misslyckades med att bli vald. Hon var gift med den cypriotiska pianisten och kompositören Savva Savva, medan hon från sitt äktenskap med medkomponisten Giannis Piliouris hade två barn, Nikolas och Zanina Piliouris.